# Loxioides
Loxioides là một chi chim trong họ Fringillidae.